# Tom Maher
Thomas Maher, detto Tom (Melbourne, 4 settembre 1952), è un allenatore di pallacanestro australiano.
È il marito di Robyn Maher.

## Carriera
In carriera ha allenato quattro selezioni nazionali femminili: Australia, Cina, Nuova Zelanda e Gran Bretagna. Nel 2001 ha guidato le Washington Mystics, squadra della Women's National Basketball Association.